# Vestre Ringvej (Haslev)
 For alternative betydninger, se Vestre Ringvej. (Se også artikler, som begynder med Vestre Ringvej)
Vestre Ringvej  er en to sporet ringvej der går igennem det vestlige Haslev. Vejen er en del af sekundærrute 269 der går fra Olstrup til Ringsted, og er med til at lede den tung trafikken uden om Haslev Centrum, så byen ikke bliver belastet af så meget gennemkørende trafik.
Vejen forbinder Bråbyvej i syd med Ringstedvej i nord, og har forbindelse til Troelstrupvej og Lysholm Alle.